# Adam Levin Knuth
Adam Levin Knuth (født 1. marts 1648 på Leizen, død 13. januar 1699 på Københavns Slot) var medlem af gehejmerådet og stammede fra Leizen i Mecklenburg.
Efter hans uddannelse, blandt andet med ridderlige øvelser, rejste han til Danmark og blev antaget som en af kronprins Christians pager. I den position udmærkede han sig, og han blev efterhånden uadskillelig fra kronprinsen og blev dennes yndling. Da Christian besteg tronen som Christian 5., blev Knuth forfremmet til kammerjunker og senere, i 1680, til overkammerjunker for kongen. I 1684 fik han Det Hvide Bånd, og i 1695 blev han medlem af gehejmerådet. Han var amtmand i Københavns Amt i 1682 og bestyrede kongens personlige kasse i form af Øresundstolden intrader, men han havde også andre, til dels betydelige embedsstillinger.